# Dos guitarras flamencas en América Latina
Dos guitarras flamencas en América Latina (Dwie gitary flamenco w Ameryce Łacińskiej) – drugi z czterech albumów duetu Paco de Lucía i Ramón de Algeciras.

## Lista utworów
| 1.  | "Cielito Lindo"        | 2:39  |
|     |                        |       |
| 2.  | "Alma llanera"         | 2:57  |
|     |                        |       |
| 3.  | "Mañana de carnaval"   | 2:45  |
|     |                        |       |
| 4.  | "El jarabe tapatío"    | 2:23  |
|     |                        |       |
| 5.  | "La flor de la canela" | 2:32  |
|     |                        |       |
| 6.  | "A pesar de todo"      | 2:24  |
|     |                        |       |
| 7.  | "Siboney"              | 2:44  |
|     |                        |       |
| 8.  | "Granada"              | 2:44  |
|     |                        |       |
| 9.  | "Fina estampa"         | 1:45  |
|     |                        |       |
| 10. | "Virgen de amor"       | 2:23  |
|     |                        |       |
| 11. | "Malagueña salerosa"   | 2:28  |
|     |                        |       |
| 12. | "Tomo y obligo"        | 2:09  |
|     |                        |       |
|     |                        | 29:53 |
|     |                        |       |

## Muzycy
Paco de Lucía – gitara flamenco

Ramón de Algeciras – gitara flamenco